# Municipio de Drayton
El municipio de Drayton (en inglés: Drayton Township) es un municipio ubicado en el condado de Pembina en el estado estadounidense de Dakota del Norte. En el año 2010 tenía una población de 29 habitantes y una densidad poblacional de 0,32 personas por km².

## Geografía
El municipio de Drayton se encuentra ubicado en las coordenadas 48°35′35″N 97°13′23″O / 48.59306, -97.22306. Según la Oficina del Censo de los Estados Unidos, el municipio tiene una superficie total de 91.47 km², de la cual 90,33 km² corresponden a tierra firme y (1,25 %) 1,14 km² es agua.

## Demografía
Según el censo de 2010, había 29 personas residiendo en el municipio de Drayton. La densidad de población era de 0,32 hab./km². De los 29 habitantes, el municipio de Drayton estaba compuesto por el 93,1 % blancos, el 6,9 % eran de otras razas. Del total de la población el 0 % eran hispanos o latinos de cualquier raza.